# Свредло
Свредлото (ост. бургия) е режещ инструмент, използван за пробиване на отвори с кръгло сечение в различни видове твърди материали чрез отнемане на материала. Свредлата биват с различни размери и форми, поради което могат да правят различни по диаметър и дълбочина отвори в най-различни материали. За пробиването на отвора те се задвижват от различни машини и приспособления, като дрелки (бормашини), маткапи. Технологичният процес на работа със свредла се нарича пробиване.
Размерите на свредлата, както и начина на закрепване към машините обикновено са стандартизирани. Съществуват и специални свредла, които могат да пробиват дупки с некръгло напречно сечение.
Обозначения на свредлата:
М – за ръчна работа метрична система
MF – за машинна работа. По точни, тежки и издръжливи. Основни обозначения на свредла:
- HSS – бързорежеща стомана
- Co – кобалтови свредла
- HM/HW – твърдосплавни свредла
- TiN – с титаново покритие

Други обозначения
- A – стандартно свредло
- R – свредло за неръждаема стомана
- D – за дърво
- Z – за метал
- N – неутрално предназначение